# 152-мм гармата-гаубиця Д-20
152-мм гармата-гаубиця Д-20 — радянська 152-мм причіпна гармата-гаубиця. На заході вперше стала відома в 1955 році, тому в країнах блоку НАТО має позначення M1955.
Д-20 використовуються обома сторонами війни під час повномасштабного російського вторгнення в Україну 2022 року.

## Історія
Гармата-гаубиця Д-20 була розроблена відразу після закінчення Другої світової війни в ОКБ-9 Ф. Ф. Петрова; вона повинна була замінити довоєнну 152-мм гаубицю-гармату МЛ-20 зразка 1937 року. Довжина ствола гармати — 34 калібри. Д-20 стала першою 152-мм гарматною системою з напівавтоматичним клиновим затвором з вертикальним переміщенням клина. Також, ця гармата в модифікації Д-22 (індекс ГРАУ — 2А33) була використана для САУ 2С3 «Акація».
Д-20 використовує ті ж снаряди, що і 152 мм гаубиця Д-1. Можлива стрільба керованими снарядами «Краснополь» і тактичними ядерними боєприпасами.

## Варіанти та модифікації
Д-20 перебуває на озброєнні, принаймні в 13 країнах і вироблялася за ліцензією в КНР, як Тип 66 (або модернізований варіант Тип 66-1). САУ на її базі відома, як Тип 83, була вперше представлена в середині 1980-х років.
Югославія також виготовляла гармату-гаубицю М84 NORA-A розроблену на базі Д-20, а Сербія спроектувала на основі 155-мм модифікації М84 NORA-A САУ Nora B-52 на чотиривісному колісному шасі FAP-2632.
Румунія виготовляла власний варіант гаубиці під позначенням M1981. Артилерійська установка є копією радянської гаубиці Д-20 та виготовлялась за ліцензією на румунському заводі Reșita. Документацію для виробництва гармат-гаубиць Румунія придбала у КНР наприкінці 1975 року.

## Боєприпаси
Джерело:
- Осколково-фугасний, ОФ-32 — дальність 17 400 м
- Кумулятивно-осколковий
- Запальний
- Снаряд-постановник перешкод
- Хімічний
- Снаряд зі стрілоподібними вражаючими елементами
- Керований Краснополь-М
- Ядерний снаряд 3ВБ3

## Бойове застосування
- Війна в Перській затоці
- Війна в Афганістані (1979—1989)
- Шестиденна війна (1967)
- Збройний конфлікт на півночі Іраку (2014)
- Російсько-українська війна

### Російсько-українська війна
Гармати-гаубиці Д-20 використовуються обома сторонами війни під час повномасштабного російського вторгнення в Україну 2022 року.
На початку червня в соціальних мережах з'явилось фото гаубиці російських окупантів Д-20 з розірваним стволом. Імовірно, в ній стався підрив заряду через або надто тривале або неналежне зберігання.
З відкритих джерел відомо, що гаубиці Д-20 певний час перебували на озброєнні так званих 1-го та 2-го армійських корпусів, але наприкінці літа-початку осені 2022 року регулярні підрозділи російської армії вирішили залишити Д-20 разом з боєкомплектом собі, а підрозділам колаборантів передати іще старіші та архаїчніші Д-1.
20 серпня 2024 року пілоти безпілотників батальйону «Рарог» 24 окремої механізованої бригади опублікували відео зі знищенням 8 російських гармат Д-20. Для ураження ворожої артилерії військові ЗСУ застосували FPV-дрони.
Станом на 7 липня 2025 року редактори Oryx Blog знайшли фото чи відео підтвердження безповоротної втрати Росією 37 гаубиць Д-20: 35 знищено та 2 захоплено силами ЗСУ, ще низка були пошкоджені.
Україна, за даними Oryx, втратила 11 Д-20: 10 знищено та 1 захоплено ЗС РФ.

## Оператори

### Поточні
- Азербайджан — 43 одиниці Д-20 на озброєнні, станом на 2024 рік[9]
- Ангола — 4 одиниці Д-20 на озброєнні, станом на 2024 рік[10]
- Болгарія — 24 одиниці Д-20 на озброєнні, станом на 2024 рік[11]
- Вірменія — 34 одиниці Д-20 на озброєнні, станом на 2024 рік[12]
- В'єтнам — деяка кількість Д-20 на озброєнні, станом на 2024 рік[13]
- ДР Конго — 6 одиниць Д-20 на озброєнні, станом на 2024 рік[14]
- Ірак — деяка кількість Д-20 на озброєнні, станом на 2024 рік[15]
- Іран — 30 одиниць Д-20 на озброєнні, станом на 2024 рік[16]
- Казахстан — 24 одиниці Д-20 на озброєнні, станом на 2024 рік[17]
- КНР — 500 одиниць Тип 66 на озброєнні і 1700 Д-1/Д-20 на зберіганні, станом на 2024 рік[18]
- Молдова — 31 одиниця Д-20 на озброєнні, станом на 2024 рік[19]
- Нікарагуа — 30 одиниць Д-20 на озброєнні, станом на 2024 рік[20]
- Республіка Конго — деяка кількість Д-20 на озброєнні, станом на 2024 рік[21]
- Росія — 100 одиниць Д-20 на озброєнні і 700 на зберіганні, станом на 2024 рік[22]
- Туркменістан — 72 одиниці Д-20 на озброєнні, станом на 2024 рік[23]
- Україна — 50 одиниць Д-20 на озброєнні, станом на 2024 рік[24]. В рамках військової допомоги Україна отримала невідому кількість гаубиць M1981 від Румунії[2].
- Шрі-Ланка — 46 одиниць Тип 66 на озброєнні, станом на 2024 рік[25]

### Колишні
- Албанія
- Афганістан
- Білорусь
- Ємен
- М'янма
- НДР
- Північна Корея
- Польща
- Румунія — перебувало 329 одиниць M1981 на озброєнні, станом на 2010 рік[26]
- Сербія
- Фінляндія
- Хорватія

## Галерея

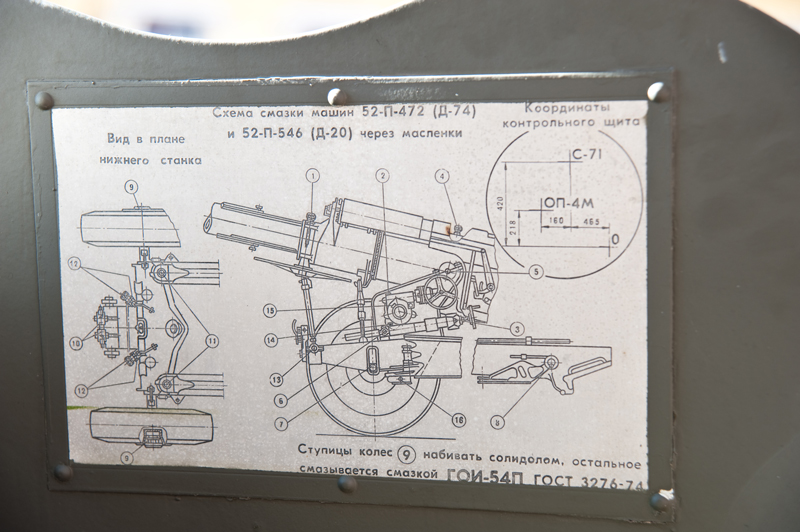
Табличка на корпусі
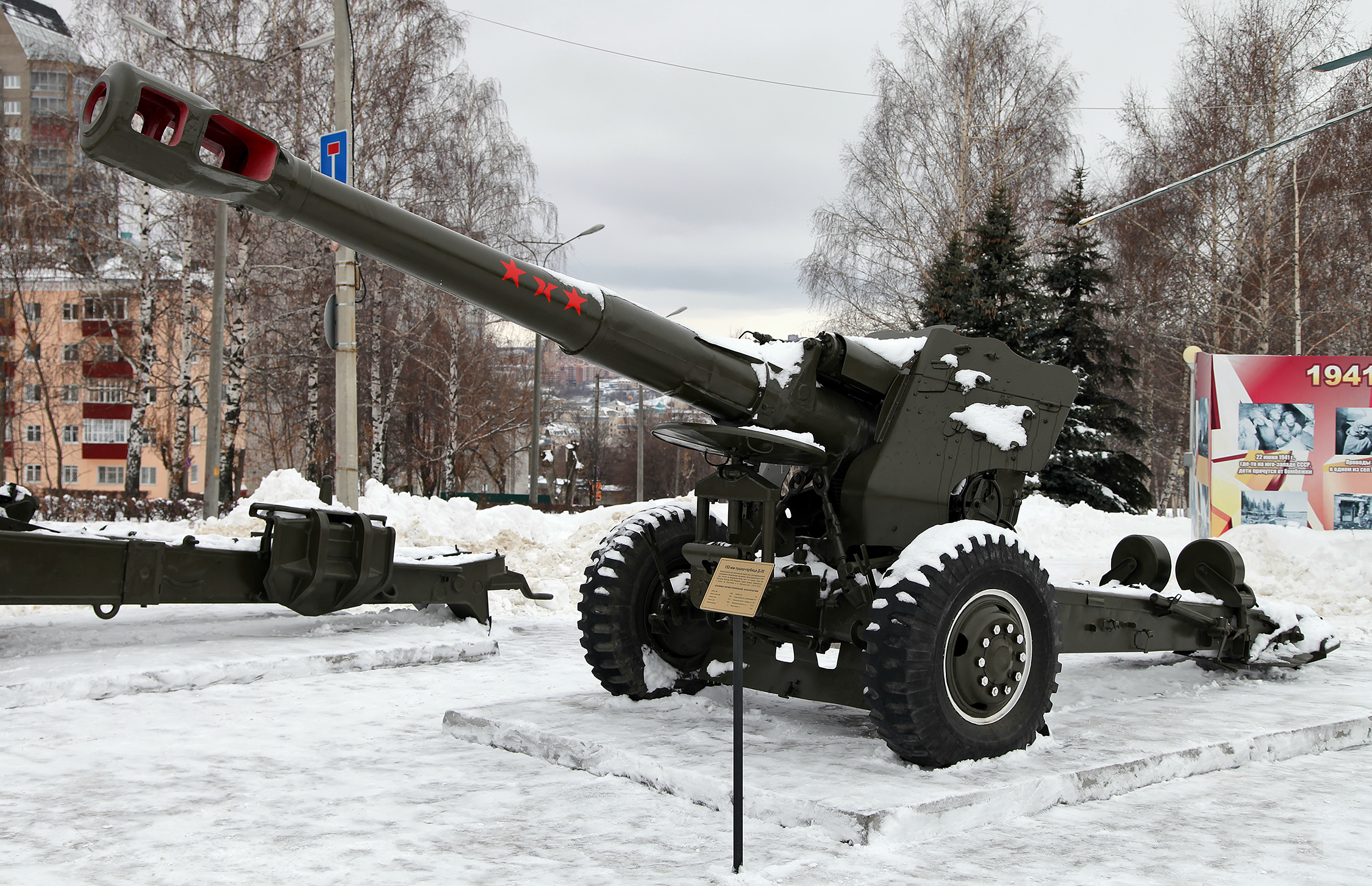
Меморіальний парк «Перемога», Чебоксари
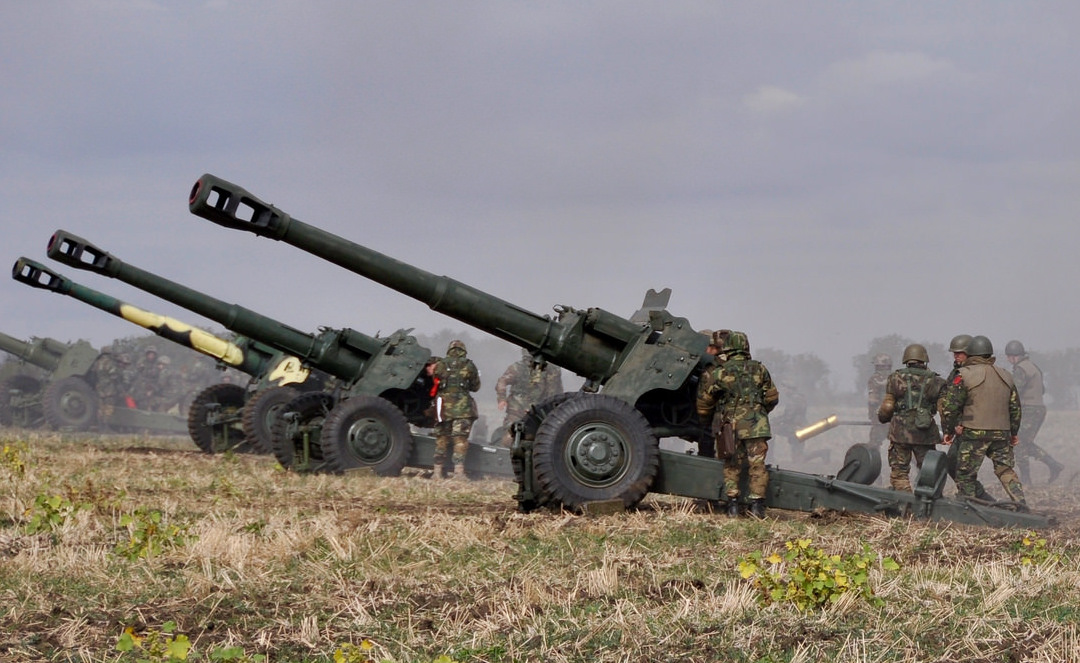
Д-20 Молдовської армії
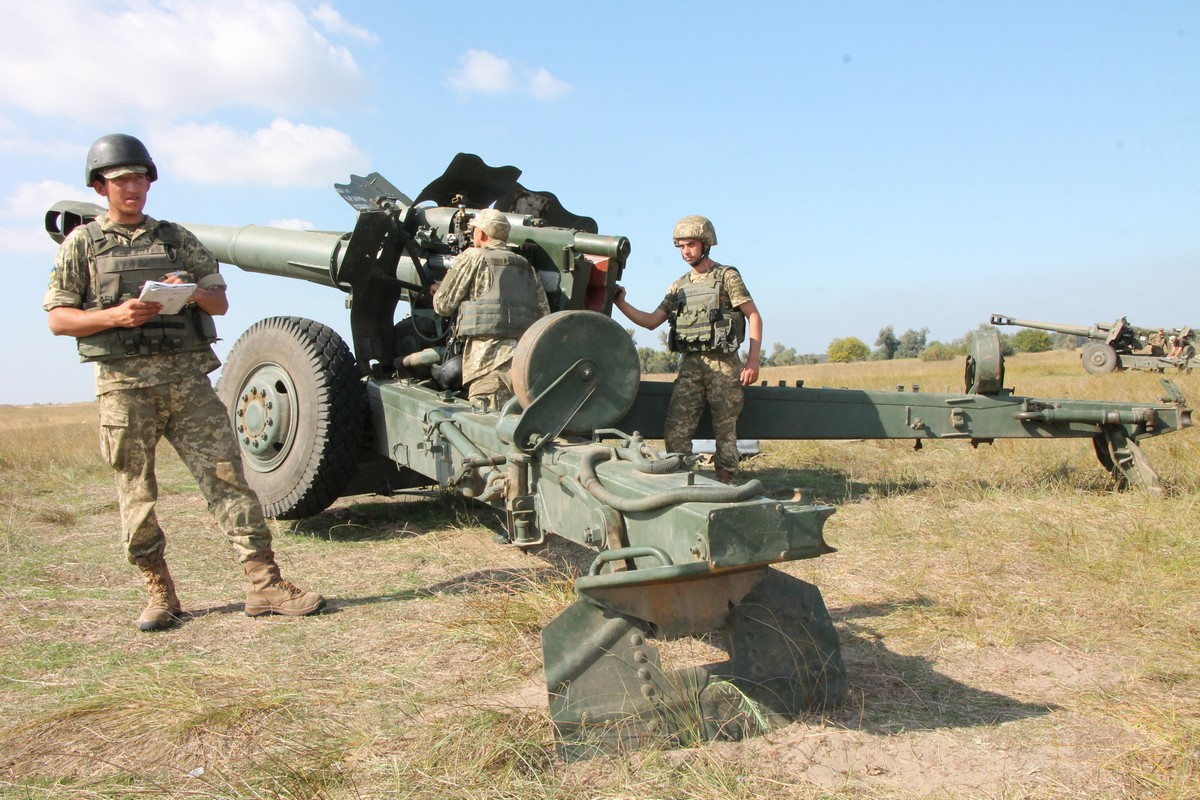
Д-20 на озброєнні ЗСУ. Херсонський полігон, вересень 2016
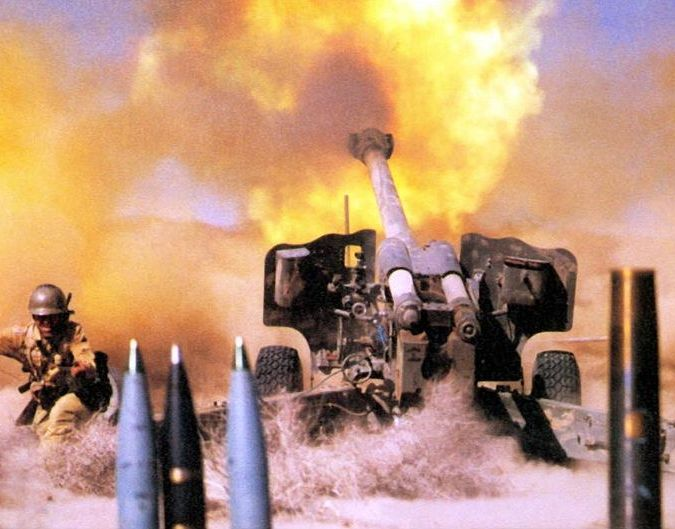
Д-20 Іранської армії під час Ірано-іракської війни